# Pastoral Composure
Pastoral Composure ist ein Jazzalbum von Matthew Shipp. Die Anfang 2000 entstandenen Aufnahmen erschienen am 18. April 2000 auf Thirsty Ear.

## Hintergrund
Pastoral Composure war die erste Folge der Blue Series, einer Sammlung von Veröffentlichungen auf dem Label Thirsty Ear, die Matthew Shipp kuratierte. Er leitet dort ein Quartett mit dem Trompeter Roy Campbell, dem Bassisten William Parker und dem Schlagzeuger Gerald Cleaver. Das Album enthält neben Shipps Eigenkompositionen eine Version der Ellington-Komposition „Prelude to a Kiss“ und eine Interpretation des traditionellen französischen Lieds „Frère Jacques“.

## Titelliste
- Matthew Shipp Quartet: Pastoral Composure (Thirsty Ear THI57084.2)[1]
  1. Gesture 6:49
  2. Visions 7:56
  3. Prelude to a Kiss (Duke Ellington) 4:38
  4. Pastoral Composure 4:39
  5. Progression 5:33
  6. Frère Jacques (Traditional) 5:36
  7. Merge 5:46
  8. Inner Order 3:44
  9. XTU 3:34
- Soweit nicht anders angegeben stammen alle Kompositionen von Matthew Shipp.

## Rezeption
Joslyn Layne verlieh dem Album in AllMusic 4½ Sterne und schrieb, Pastoral Composure sei ein reichhaltiges und bewegendes Album, das einer der Höhepunkte von Matthew Shipps jüngsten Veröffentlichungen. Obgleich Matthew Shipp in den letzten Jahren zahlreiche Veröffentlichungen herausgebracht habe, was zu einem etwas überwältigenden Katalog führe, sei Pastoral Composure ein unumgängliches Hörerlebnis für Fans. Es sei auch eines von Shipps zugänglicheren Alben, meint Layne, was es zu einem großartigen Ausgangspunkt für diejenigen mache, die sich für diesen wichtigen modernen Jazzpianisten interessieren.
Matt LeMay, der das Album für Pitchfork rezensierte, hatte zunächst erwartet, dass es schwer zu entziffern sei. Überraschenderweise habe es aber das, was eine gute Jazz-Platte sein sollte: „Sie ist bemerkenswert komplex und musikalisch versiert, aber dennoch sofort zugänglich und in jeder Hinsicht ein echter Renner.“ Pastoral Composure verwische nahtlos die Grenze zwischen traditionellem und Avantgarde-Jazz. Auf seiner Coverversion von „Prelude to a Kiss“ wechsle Shipp zwischen einer sanften Wiedergabe des Ellington-Klassikers und gewalttätigen, klaustrophobischen Ausbrüchen atonalen Klavierspiels. Auf diese Weise gelinge es Shipp, die Ausdruckskraft der hyperemotionalen Explosionen des Avantjazz mit dem melodischen Sinn des klassischen Jazz zu verbinden. Die Vorteile dieser Fusion kommen ebenso deutlich in der „schizophrenen Version“ des Quartetts von „Frère Jaques“ zum Ausdruck, die häufig in Explosionen von orgastischem Gebläse, knallendem Bass und klopfendem Klavier zerfalle. Zweifellos seien alle vier Mitglieder dieses Quartetts erstaunlich kompetente Spieler. Aber selbst wenn ein Stück bei einem Improvisation zusammenbreche, gebe es immer gerade genug Struktur, um das Stück zusammenzuhalten.